# محوطه فیروزکوه
محوطه فیروزکوه مربوط به دوره صفوی است و در شهرستان سیاهکل، بخش دیلمان، روستای زنش واقع شده و این اثر در تاریخ ۱۹ مرداد ۱۳۸۴ با شمارهٔ ثبت ۱۲۸۱۲ به‌عنوان یکی از آثار ملی ایران به ثبت رسیده‌است.